# Conrad Ier de Souabe
Conrad Ier de Souabe (mort le 20 août 997) est duc de Souabe de 983 jusqu'à sa mort en 997. Sa nomination en tant que duc marqua le retour des Conradiens en Souabe pour la première fois depuis 948.

## Contexte
Quand le duc Otton Ier meurt inexplicablement pendant une campagne de l'Empire en Italie de 981 à 982, il n'a aucun héritier. Afin de remplir ce poste vacant, l'Empereur Otton II désigne Conrad en 983 comme duc de Souabe. Ce dernier est connu comme étant le premier duc Souabe à avoir gardé le titre en famille. Effectivement après sa mort en 997, son fils Hermann II lui succéda.
Certaines confusions demeurent quant à la famille de Conrad car l'identité de son père et de sa mère n'est pas certaine. D'ailleurs cette situation est la même concernant sa femme, bien qu'il soit fort probable qu'il s'agisse de Richlinde, une fille ou plutôt une petite-fille de l'empereur Otton Ier (cf. l'article Liudolf). Il eut au moins six enfants, dont son successeur Hermann II.
Il est à l'origine de la construction de l'abbaye d'Öhningen.